# Trooping the Colour

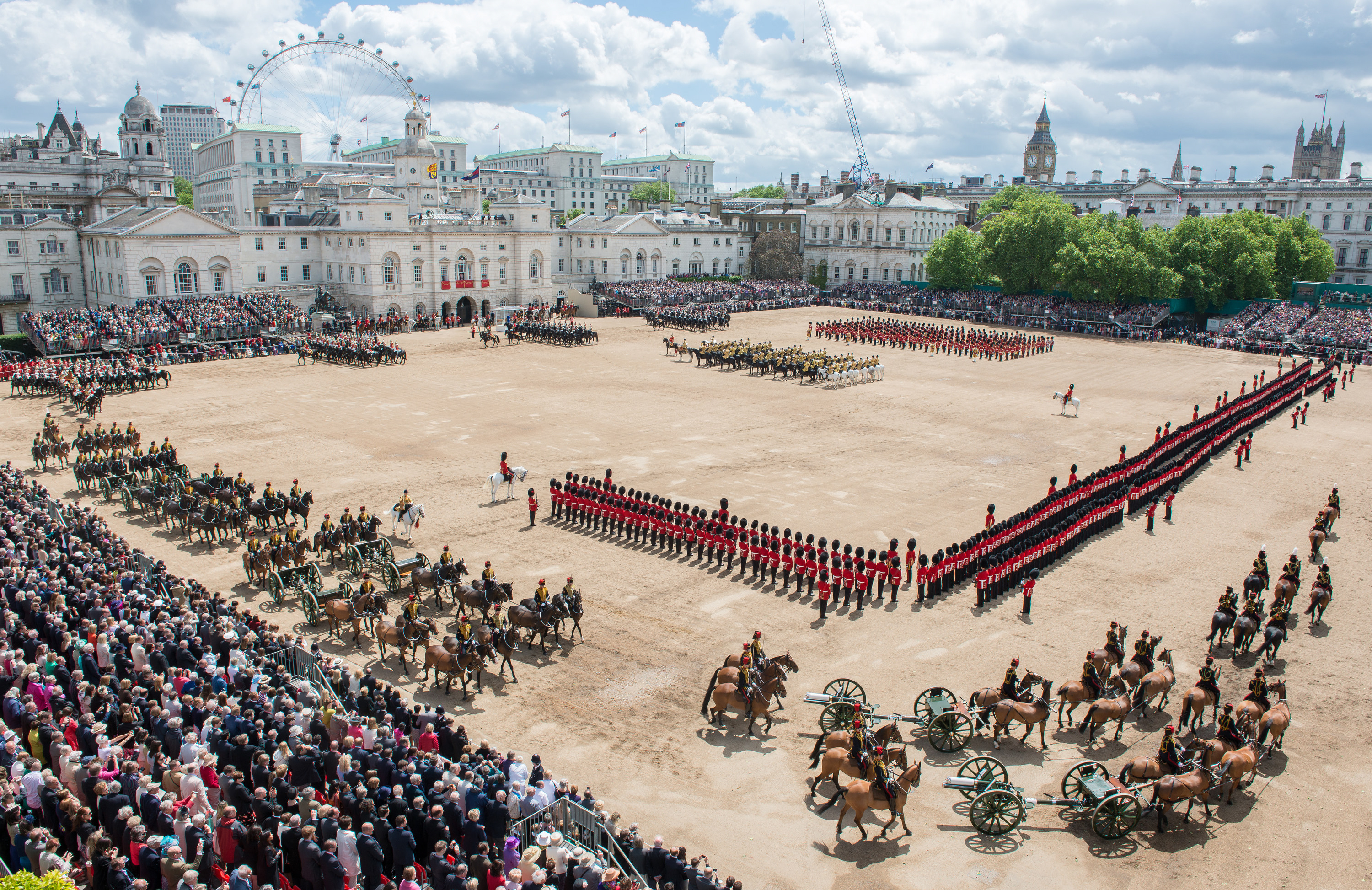
«Trooping the Colour» 2013

Trooping the Colour — церемонія у виконанні представників ЗС Британії та Співдружності. Традиції параду сягають XVII ст.. Від 1748-го «Trooping the Colour» відзначається в день народження британського монарха. Проводиться щорічно в Лондоні, у червні, починаючись з параду Кінної гвардії в Сент-Джеймс парку, і є частиною святкування Дня народження королеви.